# Budy (powiat brodnicki)
Budy (okres międzywojenny: Choińskie Budy; okres zaborów: Schöndorf) – wieś w Polsce położona w województwie kujawsko-pomorskim, w powiecie brodnickim, w gminie Bobrowo. 

## Podział administracyjny
W latach 1975–1998 miejscowość należała administracyjnie do województwa toruńskiego. Miejscowość uznawana za część wsi Chojno.

## Agroturystyka
Funkcjonują tutaj gospodarstwa agroturystyczne oraz schronisko młodzieżowe. Wieś położona blisko jeziora Chojno.